# Александровское сельское поселение (Иловлинский район)
Александровское сельское поселение — сельское поселение в Иловлинском районе Волгоградской области.
Административный центр — село Александровка.

## Население
| 2010 | 2012 | 2013 | 2014 | 2015 | 2016 | 2017 |
| ---- | ---- | ---- | ---- | ---- | ---- | ---- |
| 879  | ↘870 | ↘849 | ↘838 | ↗843 | ↘814 | ↘805 |
| 2018 | 2019 | 2020 | 2021 |      |      |      |
| ↘772 | ↘740 | ↘734 | ↘726 |      |      |      |

## Состав сельского поселения
| № | Населённый пункт | Тип населённого пункта       | Население |
| - | ---------------- | ---------------------------- | --------- |
| 1 | Александровка    | село, административный центр | 855       |
| 2 | Солодча          | станция                      | 24        |

## Местное самоуправление
Глава поселения
- Беленкова Евдокия Мелентьевна

## Флаг и герб
Флаг утверждён 30 марта 2009 года. «Прямоугольное полотнище с отношением ширины к длине 2:3, воспроизводящее композицию герба Александровского сельского поселения в белом, красном, синем и жёлтом цветах». Геральдическое описание герба гласит: «В серебряном поле червлёная восьмиконечная звезда обременённая золотой короной составленной из пшеничных колосьев. Лазоревая глава обременённая серебряной стрелой, подпираемая волнистым поясом пересеченным лазурью на серебро и золото». Флаг составлен на основании герба, по правилам и соответствующим традициям геральдики, и отражает исторические, культурные, социально-экономические, национальные и иные местные традиции.